# Прери Сити (Ајова)
Прери Сити (енгл. Prairie City) град је у америчкој савезној држави Ајова. По попису становништва из 2010. у њему је живело 1.680 становника.

## Демографија
Према попису становништва из 2010. у граду је живело 1.680 становника, што је 315 (23,1%) становника више него 2000. године.
| Група             | 2000.         | 2010.         |
| Белци             | 1.337 (97,9%) | 1.604 (95,5%) |
| Афроамериканци    | 4 (0,3%)      | 9 (0,5%)      |
| Азијати           | 3 (0,2%)      | 16 (1,0%)     |
| Хиспаноамериканци | 13 (1,0%)     | 26 (1,5%)     |
| Укупно            | 1.365         | 1.680         |